# Вечеш
Вечеш (на унгарски: Vecsés; на немски: Wetschesch) e град в Унгария с население от 20 550 жители. Разположен е в непосредствена близост до Международно летище Франц Лист Будапеща.
В града се намира централното управление на унгарската нискотарифна авиокомпания Уиз Еър.